# Elecciones federales de Malasia de 2004
Las undécimas elecciones federales de Malasia, duodécimas desde el establecimiento del Consejo Legislativo Federal, y décimas desde la unificación del país, se realizaron el 21 de marzo de 2004 y fueron convocadas nueve meses antes de lo previsto, por petición del primer ministro Abdullah Ahmad Badawi. Se renovaron los 219 escaños del Dewan Rakyat, elegidos por escrutinio mayoritario en distritos uninominales. También se renovaron 505 escaños en las Asambleas Legislativas Estatales de doce de los trece estados federales de Malasia, siendo Sarawak el único estado que no tuvo elecciones regionales, por haberlas realizado en 2001.
Abdullah Ahmad Badawi, que había sucedido a Mahathir Mohamad como primer ministro de Malasia en 2003, fue reelegido para un segundo mandato. El Barisan Alternatif (Frente Alternativo), principal coalición opositora, que en las anteriores elecciones había logrado superar el 40% de los votos, en esta ocasión sufrió un casi total derrumbe, ante la salida del socialista Partido de Acción Democrática (DAP) de sus filas, y obtuvo el 23.97%. Con el Partido Islámico Panmalayo (PAS) y el Partido de la Justicia Popular (PKR) como únicos integrantes, vio su representación reducida 42 escaños a 8. El PAS, que hasta entonces era la principal fuerza de la oposición, estuvo muy cerca de perder toda representación y su líder, Abdul Hadi Awang, perdió su escaño. El PKR, por su parte, continuaba muy débil por el encarcelamiento de sus líderes y no pudo representar una amenaza real al gobierno. Su líder, Wan Azizah Wan Ismail, fue la única candidata en lograr conservar su escaño. El DAP, aunque también perdió votos, logró 12 escaños (incluso recibiendo menos sufragios que el Frente Alternativo) y recuperó el papel de principal partido opositor.
En el plano estatal, el Barisan Nasional logró la mayoría absoluta en once de las doce Asambleas Legislativas Estatales en disputa, arrebatando al PAS nuevamente el control de Terengganu, donde hasta entonces contaba con mayoría de dos tercios, y quedándose a tan solo 1 escaño de ganar en Kelantan (un bastión tradicional del islamismo que perdura hasta la actualidad). En total, obtuvo 454 de los 505 escaños.
Debido a que la aplastante derrota del Frente Alternativo se debió al programa islámico radical encabezado por el PAS (lo que también motivó la salida del DAP de la coalición), se considera que estos comicios marcaron el ocaso del islamismo en la política electoral de Malasia. Efectivamente, en los próximos años, el propio PAS aceptó alejarse de su objetivo principal de establecer un estado islámico en el país, a fin de garantizar la unidad de la siguiente alianza opositora, el Pakatan Rakyat. Las elecciones de 2004 significaron también el mayor apogeo político del Barisan Nasional, con el 90.41% de lo escaños, y el 87.72% de los escaños de las Asambleas Legislativas Estatales. A partir de las siguientes elecciones, comenzaría su declive electoral, que finalizaría con su derrota en 2018.

## Antecedentes
El 11.º Parlamento de Malasia se disolvió el 2 de marzo de 2004, al igual que todas las Asambleas Legislativas Estatales (excepto la de Sarawak) por orden del Yang di-Pertuan Agong, bajo consejo del primer ministro Abdullah Ahmad Badawi, convocándose a una elección general para los próximos sesenta días. Las últimas elecciones estatales de Sarawak se celebraron en 2001, y las elecciones para la asamblea estatal no se celebrarían hasta 2006.
Las nominaciones se realizaron el 13 de marzo, y la alianza gobernante Barisan Nasional se aseguró quince escaños sin oposición, al haber un único candidato. Pocos días después, obtuvo otros dos luego de que los candidatos opositores se retiraran, siendo la primera vez que esto ocurriera luego de que se promulgara una nueva ley electoral, que daba a los candidatos el derecho a retirarse de una elección siempre y cuando lo hicieran en los tres días siguientes al día de la nominación, en este caso hasta el 16 de marzo. De los diecisiete escaños parlamentarios ganados sin oposición por el Barisan Nasional, nueve estaban en el estado de Sabah, seis en Sarawak y dos en Johor.
El Partido Islámico de Malasia (Parti Islam Se-Malaysia), uno de los tres principales partidos de la oposición y líder del Barisan Alternatif (Frente Alternativo) principal coalición contra el BN, logró un escaño sin oposición en el estado de Johor unos días más tarde luego de que el candidato oficialista fuera descalificado después de que se comprobara que su segundo no estaba registrado como votante en el distrito que debía disputar (requisito que se introdujo tanto para el candidato como para el segundo, en la nueva ley electoral).

## Sistema electoral
Todo ciudadano que haya alcanzado la edad de veintiún años y que esté en la "fecha de calificación" (fecha por referencia a la cual se preparan o revisan las listas electorales) residente en un distrito electoral o, si no es así, se clasifica como "votante ausente" (uno que está registrado como un votante ausente con respecto a ese distrito electoral) tiene derecho a votar en ese distrito electoral en cualquier elección del Dewan Rakyat. Una persona está descalificada para ser elector si en la fecha de calificación está detenido como una persona con problemas de juicio, está en quiebra sin cargos, está cumpliendo una condena de prisión, o sigue siendo responsable, en virtud de una condena en cualquier parte de la Mancomunidad de Naciones, a una sentencia de muerte o encarcelamiento por un término superior a doce meses.
Los registros electorales se elaboran a nivel de distrito electoral y se revisan anualmente. El voto no es obligatorio. El voto postal está permitido para los votantes ausentes, los miembros de la fuerza policial, los responsables de ciertos deberes en la jornada electoral y los miembros de la Comisión Electoral misma. Todo ciudadano residente en la Federación está calificado para ser miembro del Dewan Rakyat si no tiene menos de 21 años y del Dewan Negara si tiene al menos treinta años.
Una persona está inhabilitada para ser miembro de cualquiera de las dos Cámaras del Parlamento si debe lealtad a cualquier país que no pertenezca a la Federación, haya sido declarado mentalmente insano, haya quedado en quiebra sin cargos, o haya sido condenado y sentenciado a una pena de no menos de un año o una multa de no menos de $2,000. Personas que tienen un "oficio público pago" (un trabajo de tiempo completo en cualquiera de los servicios públicos, como el cargo de cualquier juez del Tribunal Federal o de un Tribunal Superior, de procurador general o de un miembro de la Comisión Electoral), por su parte, no pueden ser simultáneamente miembros del Parlamento.
Cada candidato al Parlamento, que no necesita necesariamente ser miembro de un partido político: debe contar con el apoyo de seis electores registrados de su circunscripción. Un candidato al Dewan Rakyat debe hacer un depósito monetario de 1,000 Ringgit, que se reembolsan si el candidato recibe más de un octavo de los votos de la circunscripción disputada. Un candidato al Parlamento debe presentar una devolución de los gastos de campaña dentro del tiempo y el modo requeridos por la ley. Los gastos máximos permitidos son de 20,000 Ringgit.
Los diputados son elegidos en 219 distritos electorales de un solo miembro por mayoría simple de votos para un mandato de cinco años. Las elecciones parciales se llevan a cabo, o se realizan nombramientos, dentro de los 60 días (90 días en los estados de Sabah y Sarawak) para llenar los escaños parlamentarios que quedaran vacantes en las elecciones generales. Los escaños de los diputados que quedan vacantes dentro de los seis meses posteriores a la disolución programada del Parlamento no se cubren.

## Irregularidades
Las elecciones se vieron empañadas por irregularidades y discrepancias, que fueron admitidas por las autoridades electorales. El jefe de la Comisión Electoral (Tan Sri Ab Rashid Ab Rahman) hizo la declaración al respecto: "He estado en este trabajo durante tanto tiempo... esto no debería haber sucedido en absoluto. Debe haber razones por las que sucedió". Ab Rahman había trabajado como jefe de la Comisión Electoral en las anteriores cinco elecciones, y declaró que tenía la intención de dimitir si un informe sobre las discrepancias lo implicaba en las irregularidades.
Entre las irregularidades se encuentran las papeletas impresas incorrectamente, los votantes registrados que no pueden votar y las grandes discrepancias en los votos en varios asientos al volver a contar las boletas.
En la circunscripción de Sungai Lembing (Pahang), el símbolo de Keadilan fue impreso incorrectamente en la papeleta para el candidato del PAS, Idris Ahmad. Los votantes analfabetos tienden a confiar en símbolos de partidos familiares para fines de votación ya que no pueden leer los nombres de los candidatos en la boleta. La votación fue suspendida por cinco horas antes de reanudar. En dicho escaño, se pospuso hasta el 28 de marzo.

## Resultados

### Dewan Rakyat
Durante la campaña, el PAS utilizó la misma estrategia que en las anteriores elecciones, prometiendo una nación "más islámica". El resultado fue una victoria aplastante para el Frente Nacional, que obtuvo el 90% de los escaños parlamentarios. La UMNO, el principal partido del frente oficialista, estuvo a tan solo un escaño de obtener un quórum propio (de 110 escaños), algo que no ha logrado desde 1964. Los partidos islámicos obtuvieron muy pocos votos en estas elecciones, a diferencia de las de 1999, lo cual fue un signo de la creciente secularización del país. Aunque recibió menos votos que el Frente Alternativo, el Partido de Acción Democrática recuperó su papel como principal opositor con 12 escaños. Al poco tiempo, el Frente Alternativo se disolvió y fue reemplazado por una nueva coalición, el Pakatan Rakyat (Pacto Popular) para las siguientes elecciones.
|  | 35.69 % |

|  | 49.77 % |

|  | 15.40 % |

|  | 14.16 % |

|  | 3.69 % |

|  | 4.57 % |

|  | 3.18 % |

|  | 4.11 % |

|  | 1.46 % |

|  | 2.74 % |

|  | 1.15 % |

|  | 5.02 % |

|  | 0.79 % |

|  | 1.83 % |

|  | 0.72 % |

|  | 1.83 % |

|  | 0.66 % |

|  | 2.74 % |

|  | 0.38 % |

|  | 1.83 % |

|  | 0.29 % |

|  | 0.00 % |

|  | 0.24 % |

|  | 0.91 % |

|  | 0.12 % |

|  | 0.00 % |

|  | 0.08 % |

|  | 0.46 % |

|  | 63.85 % |

|  | 90.41 % |

|  | 15.33 % |

|  | 3.20 % |

|  | 8.64 % |

|  | 0.46 % |

|  | 23.97 % |

|  | 3.65 % |

|  | 10.07 % |

|  | 5.48 % |

|  | 0.41 % |

|  | 0.00 % |

|  | 0.09 % |

|  | 0.00 % |

|  | 0.03 % |

|  | 0.00 % |

|  | 0.02 % |

|  | 0.00 % |

|  | 0.00 % |

|  | 0.00 % |

|  | 1.55 % |

|  | 0.46 % |

|  | 95.96 % |

|  | 4.04 % |

|  | 100.00 % |

|  | 100.00 % |

|  | 25.49 % |

|  | 74.51 % |

|  | 70.68 % |

|  | 42.25 % |

### Resultado por estado
|  | 63.72 % |

|  | 83.22 % |

|  | 38.28 % |

|  | 59.76 % |

|  | 81.00 % |

|  | 40.24 % |

|  | 49.96 % |

|  | 80.74 % |

|  | 48.86 % |

|  | 1.19 % |

|  | 56.46 % |

|  | 87.93 % |

|  | 43.54 % |

|  | 56.85 % |

|  | 76.05 % |

|  | 27.04 % |

|  | 16.11 % |

|  | 59.54 % |

|  | 67.31 % |

|  | 22.82 % |

|  | 17.64 % |

|  | 69.11 % |

|  | 76.19 % |

|  | 24.84 % |

|  | 6.05 % |

|  | 65.53 % |

|  | 72.95 % |

|  | 27.14 % |

|  | 6.97 % |

|  | 0.36 % |

|  | 58.11 % |

|  | 69.75 % |

|  | 25.09 % |

|  | 16.53 % |

|  | 0.24 % |

|  | 0.03 % |

|  | 88.33 % |

|  | 91.79 % |

|  | 11.67 % |

|  | 69.89 % |

|  | 74.88 % |

|  | 16.66 % |

|  | 13.45 % |

|  | 71.64 % |

|  | 78.94 % |

|  | 14.54 % |

|  | 13.83 % |

|  | 79.58 % |

|  | 71.04 % |

|  | 26.62 % |

|  | 14.54 % |

|  | 77.68 % |

|  | 67.08 % |

|  | 22.32 % |

|  | 64.90 % |

|  | 66.66 % |

|  | 11.89 % |

|  | 2.69 % |

|  | 20.52 % |

|  | 65.85 % |

|  | 62.05 % |

|  | 15.97 % |

|  | 6.75 % |

|  | 3.00 % |

|  | 8.43 % |

### Asambleas Legislativas Estatales
El Barisan Nasional logró triunfar en casi todos los estados, arrebatando al Barisan Alternatif el gobierno de Terengganu. En Kelantan, el PAS mantuvo su hegemonía, pero por tan solo un escaño, (23-22) y en la circunscripción estatal de Kemuning, se impuso por 6.078 votos contra 6.076 del candidato del BN. Eso quiere decir que, de haber obtenido tres votos más en dicho distrito, el BN habría logrado la mayoría y habría obtenido el control de todos los gobiernos estatales. Fue la última vez que el Barisan Nasional triunfó en Penang y Selangor, y también la última vez que fue la fuerza más votada en Perak.
| Estado/ Territorio federal | Barisan Nasional | Barisan Nasional | Barisan Nasional | Barisan Nasional | Barisan Alternatif | Barisan Alternatif | Barisan Alternatif | Barisan Alternatif | DAP     | DAP    | DAP     | DAP         | Independientes y otros | Independientes y otros | Independientes y otros | Independientes y otros |
| Estado/ Territorio federal | Votos            | %                | Escaños          | ±                | Votos              | %                  | Escaños            | ±                  | Votos   | %      | Escaños | ±           | Votos                  | %                      | Escaños                | ±                      |
| -------------------------- | ---------------- | ---------------- | ---------------- | ---------------- | ------------------ | ------------------ | ------------------ | ------------------ | ------- | ------ | ------- | ----------- | ---------------------- | ---------------------- | ---------------------- | ---------------------- |
| Perlis                     | 53.919           | 61.43%           | 14               | 2                | 33.859             | 38.57%             | 1                  | 2                  |         |        |         |             |                        |                        |                        |                        |
| Kedah                      | 390.393          | 59.73%           | 31               | 7                | 260.387            | 39.84%             | 5                  | 7                  | 2.818   | 0.43%  | 0       | Sin cambios |                        |                        |                        |                        |
| Kelantan                   | 258.277          | 49.61%           | 22               | 20               | 262.240            | 50.38%             | 23                 | 18                 |         |        |         |             | 51                     | 0.01%                  | 0                      | Sin cambios            |
| Terengganu                 | 222.301          | 56.50%           | 28               | 24               | 171.141            | 43.50%             | 4                  | 24                 |         |        |         |             |                        |                        |                        |                        |
| Penang                     | 315.521          | 63.45%           | 38               | 8                | 80.100             | 16.11%             | 1                  | 2                  | 100.906 | 20.29% | 1       | Sin cambios | 710                    | 0.15%                  | 0                      | Sin cambios            |
| Perak                      | 461.830          | 59.61%           | 52               | 7                | 174.723            | 22.55%             | 0                  | 1                  | 137.249 | 17.72% | 7       | Sin cambios | 912                    | 0.12%                  | 0                      | Sin cambios            |
| Pahang                     | 272.609          | 65.59%           | 41               | 11               | 110.178            | 26.51%             | 0                  | Sin cambios        | 32.827  | 7.90%  | 1       | 7           |                        |                        |                        |                        |
| Selangor                   | 642.981          | 65.07%           | 54               | 12               | 241.580            | 24.45%             | 0                  | 5                  | 97.042  | 9.82%  | 2       | 1           | 6.549                  | 0.66%                  | 0                      | Sin cambios            |
| Negeri Sembilan            | 207.407          | 68.09%           | 34               | 2                | 54.762             | 17.98%             | 0                  | Sin cambios        | 42.440  | 13.93% | 2       | 2           |                        |                        |                        |                        |
| Malacca                    | 183.578          | 70.06%           | 26               | 5                | 34.634             | 13.22%             | 0                  | Sin cambios        | 43.816  | 16.72% | 2       | 2           |                        |                        |                        |                        |
| Johor                      | 672.893          | 77.43%           | 55               | 15               | 121.764            | 14.01%             | 1                  | 1                  | 73.963  | 8.51%  | 0       | Sin cambios | 428                    | 0.05%                  | 0                      | Sin cambios            |
| Sabah                      | 263.851          | 62.90%           | 59               | 28               | 26.700             | 6.34%              | 0                  | Sin cambios        | 11.438  | 2.71%  | 0       | Sin cambios | 119.515                | 28.35%                 | 1                      | 1                      |
| Total                      | 3.945.560        | 63.76%           | 454              | 142              | 1.572.068          | 25.40%             | 35                 | 78                 | 542.499 | 8.77%  | 15      | 2           | 128.165                | 2.07%                  | 1                      | 1                      |